# 范遙 (劉宋)
范遙（?—445年），南阳順陽（今河南省淅川县李官桥镇）人，順陽范氏第七代。其父范曄在南朝宋其間曾任太子詹事及著有史學著作《後漢書》。另有兩兄弟，范藹、范叔蔞。后因其父范晔谋反罪名被满门抄斩牵连。

## 參看
- 順陽范氏